# Veliko Bonjince
Veliko Bonjince egy falu Szerbiában, a Piroti körzetben, a Babušnicai községben.

## Népesség
- 1948-ban 1 438 lakosa volt.
- 1953-ban 1 408 lakosa volt.
- 1961-ben 1 246 lakosa volt.
- 1971-ben 952 lakosa volt.
- 1981-ben 835 lakosa volt.
- 1991-ben 678 lakosa volt
- 2002-ben 459 lakosa volt, akik mindannyian szerbek.